# Assassin's Creed Pirates
Assassin's Creed Pirates est un jeu vidéo développé par Ubisoft Paris Mobile et édité par Ubisoft. Annoncé en septembre 2013, il sort en décembre 2013 sur Windows 8, Windows Phone, iOS et Android.

## Histoire
Abstergo s'intéresse de près au trésor mythique du célèbre pirate français Olivier Levasseur, dit La Buse. Cherchant à s'en emparer, la compagnie utilise l'Animus pour contrôler le jeune flibustier nommé Alonzo Batilla ayant longtemps côtoyé La Buse. Le joueur se retrouve donc à sillonner les Caraïbes du XVIIIe siècle en arborant le pavillon noir. Cette histoire est divisé en six chapitres.

## Système de jeu
Les combats se déroulent en deux phases distinctes : l'attaque et la défense. Le joueur ne contrôle pas vraiment le bateau durant le combat. Pendant l'attaque, il vise du bout des doigts pour lancer des boulets de canon, du mortier, des boulets explosifs, de la mitraille ou toucher un point sensible avec le canon sur pivot. Il est nécessaire d'appliquer une approche stratégique en fonction du temps d'attaque. Le joueur doit ensuite esquiver les attaques ennemies lors des phases défensives.
Il existe une grande diversité de missions comme les missions d'infiltrations, des combats ou encore des courses de bateaux. Grâce aux ressources récoltées, il est possible d'améliorer le navire et toutes ses caractéristiques (vitesse, puissance et résistance) ou diverses compétences.

## Critique
S'inspirant des phases navales d'Assassin's Creed IV: Black Flag, Assassin's Creed Pirates est plutôt bien accueilli pour ses graphismes sur mobile, ainsi que pour son univers et son gameplay reposant sur la navigation dans les mers des Caraïbes[réf. nécessaire].